# 山崎天
山崎天（日语：／ Yamasaki Ten，2005年9月28日—）是日本偶像藝人，為女子偶像團體櫻坂46成員，大阪府出身，所屬经纪公司为Seed & Flower。同時為時尚雜誌《ViVi》專屬模特兒。2018年以櫸坂46二期生身分出道。

## 經歷
2005年9月28日，山崎出生於大阪府。小學五年級時，她和朋友觀看櫸坂46單曲《沉默的多數》的MV，第一次知道了櫸坂46，也因此成為了櫸坂46的粉絲。中學一年級時的夏天，她在手機上看到坂道系列聯合徵選的廣告，了解到这个活动。她不喜欢难以面对他人眼光的自己，感觉自己必须要做出改变，想做一个值得他人期待，并能让人收获到更多可能的人，于是她独自报名参加徵选。
2018年8月19日，山崎通過坂道系列聯合徵選。12月5日，個人简历在欅坂46官方网站登载。12月10日，在日本武道馆举办的“榉坂46二期生／平假名榉坂46三期生见面会”上首次與粉丝见面。
2020年2月29日，在国立代代木体育场第一体育馆举办的“第30届Mynavi东京女孩展演2020 SPRING/SUMMER”上亮相，这是她首次参加走秀活动。12月9日发行的樱坂46首张单曲《Nobody's fault》中，山崎首次入為选选拔成员，并担任B面曲Center。
2021年3月，從中學畢業。4月25日，讲谈社旗下的时尚杂志ViVi宣布山崎担任该杂志的专属模特儿，并于同年7月20日发行的9月号上以专属模特儿的身份亮相，而她也成为坂道系列中首位ViVi专属模特儿，更以15岁的年龄成为坂道系列中最年轻的时装模特。5月12日，透过试镜获得出演WOWOW原创剧集“微剧场《心的窃笑（こころのフフフ）》”的机会，并在其中饰演鸟居明日香（日语：鳥居あすか），这是她首次参演电视剧。5月14日，开始在担任《读卖中高生新闻》连载专栏“Yroom”的第二周主笔。7月9日，於富士急樂園Conifer Forest舉行的「
W-KEYAKI FES. 2021」中，將櫻坂46的粉絲命名為「Buddies」。11月22日，在時尚雜誌《ViVi》的個人連載「新天地」開始。
2022年2月14日，在櫻坂46冠名節目《轉角就是櫻坂？》中獲宣布擔任第4張單曲《五月雨啊》的Center，也是首次擔任櫻坂46單曲的Center。3月11日，结束了在《读卖中高生新闻》连载专栏「Yroom」的第二周担当工作。4月4日，宣布擔任巴黎歐萊雅「Extraordinary Oil Airy Silk」的日本品牌大使。7月23日發行的ViVi9月号，山崎首次擔任該雜誌的封面人物。8月3日發行的櫻坂46第1張專輯《As you know?》中，與森田輝共同擔任主打曲《摩擦係数》的Center。9月12日，開始擔任GU的模特兒。9月19日，宣布將在通心粉鉛筆制作的短篇电影《憧憬》（あこがれ）中担任女主角。
2023年1月26日，於日本環球影城的廣告中飾演遙香。3月16日，在相鐵集團「相鐵・東急直通線開業紀念影片《父親與女兒的風景》」中飾演女兒。10月23日，開始在《ViVi》 連載個人專欄。
2024年1月10日，首次出演《THE FIRST TAKE》，並單獨演唱由自己擔任Center的單曲《五月雨啊》。2月5日，出演麒麟飲料與imase合作的「午後紅茶」主題曲《戀衣》的音樂錄影帶。1月22日，在櫻坂46冠名節目《轉角就是櫻坂？》中獲宣布擔任櫻坂46第8張單曲《想回到幾歲的時候？》的Center，這也是山崎第二次擔任。2月22日，獲得「Sneaker Best Dresser Award 2024」。3月，從高中畢業。4月3日，擔任WIND AND SEA與NBA合作聯名系列的主視覺模特兒。8月11日，擔任CLOT與adidas Originals合作聯名系列的模特兒。9月11日，開設個人Instagram帳號。

## 人物
山崎的暱稱為天醬（てんちゃん），其姓氏山崎的“崎”应正写为日本汉字“﨑”。
“天”这个名字的由来有各种各样的说法，一是因为希望她“未来在某一个领域里面，能够做到顶级的水平”，其次是因为英语的“ten”能够被外国人记住。

### 喜好
山崎喜欢吃的有梅子、香橙、醋渍鱿鱼须、小馒头、明太子、柚子醋、蛋包饭、炸鸡块和番茄等，不喜欢吃的是与红豆有关的食品。喜欢的颜色会随时间而变化，有白色、黑色、酒红色、蓝色等。喜欢的季节是秋冬两季，喜寒怕热。喜欢的电视节目类型为搞笑及综艺节目。喜欢的科目是社会，喜欢的数字是10。
作为室内派，山崎在休息日就会在家里听音乐，看书，看电影、电视剧或其他节目，每天都会泡澡。

### 爱好
山崎的爱好有摄影、听音乐与绘画，尤其擅长画眼睛。她在小学低年级时学过绘画，中学时是垒球部成员。她的摄影作品会以“TEN-CAME”的名义在个人部落格与杂志上登载。

### 特技及其他
山崎的特技是劍玉与照看婴儿，座右铭为“同样的话要看说法怎样”（ものはいいよう）。

### 樱坂46（榉坂46）相關
若除去辭退者，山崎是坂道系列聯合徵選的合格者當中年齡最小的，加入櫸坂46時也是全团年龄最小的，其应援色为白色和绿色。而因为每个成员都各自有值得欣赏的部分，对此她难以取舍，找不出谁是她最喜欢的成员。在小学毕业典礼上，她模仿榉坂46单曲《就算风吹》的成员造型，穿着一身黑色西服出席。

## 音樂作品

### 單曲
櫸坂46
|   | 發行日期      | 單曲名稱         | 參與歌曲名稱     | MV | 備註     |
| - | ------------- | ---------------- | ---------------- | -- | -------- |
| - | 2020年8月21日 | 誰來鳴響那鐘聲？ | 誰來鳴響那鐘聲？ | ★  | 數字單曲 |

櫻坂46
|      | 發行日期       | 單曲名稱                | 參與歌曲名稱            | MV | 備註   |
| ---- | -------------- | ----------------------- | ----------------------- | -- | ------ |
| 1st  | 2020年12月09日 | Nobody's fault          | Nobody's fault          | ★  | 櫻8    |
| 1st  | 2020年12月09日 | Nobody's fault          | 為什麼我沒有墜入愛河？  | ★  |        |
| 1st  | 2020年12月09日 | Nobody's fault          | 半信半疑                |    | Center |
| 1st  | 2020年12月09日 | Nobody's fault          | Plastic regret          |    |        |
| 1st  | 2020年12月09日 | Nobody's fault          | Buddies                 | ★  | Center |
| 1st  | 2020年12月09日 | Nobody's fault          | Blue Moon Kiss          |    |        |
| 1st  | 2020年12月09日 | Nobody's fault          | 乘坐末班地鐵            |    |        |
| 2nd  | 2021年04月14日 | BAN                     | BAN                     | ★  | 櫻8    |
| 2nd  | 2021年04月14日 | BAN                     | 偶然的回答              | ★  |        |
| 2nd  | 2021年04月14日 | BAN                     | Microscope              |    |        |
| 2nd  | 2021年04月14日 | BAN                     | 那就是愛啊              |    | Center |
| 2nd  | 2021年04月14日 | BAN                     | 比我想像中更不寂寞      | ★  | Center |
| 2nd  | 2021年04月14日 | BAN                     | 你與我與待洗衣物        |    |        |
| 2nd  | 2021年04月14日 | BAN                     | 櫻坂之詩                |    |        |
| 3rd  | 2021年10月13日 | 流彈                    | 流彈                    | ★  | 櫻8    |
| 3rd  | 2021年10月13日 | 流彈                    | Dead end                | ★  |        |
| 3rd  | 2021年10月13日 | 流彈                    | 無言的宇宙              | ★  |        |
| 3rd  | 2021年10月13日 | 流彈                    | 美麗Nervous             |    |        |
| 4th  | 2022年04月06日 | 五月雨啊                | 五月雨啊                | ★  | Center |
| 4th  | 2022年04月06日 | 五月雨啊                | 我的兩難                | ★  |        |
| 4th  | 2022年04月06日 | 五月雨啊                | 斷絕                    |    |        |
| 4th  | 2022年04月06日 | 五月雨啊                | 行車間距                | ★  |        |
| 4th  | 2022年04月06日 | 五月雨啊                | 穿制服的人魚            |    |        |
| 4th  | 2022年04月06日 | 五月雨啊                | 戀愛滅絕之日            |    | Center |
| 5th  | 2023年02月15日 | 櫻月                    | 櫻月                    | ★  | 櫻8    |
| 5th  | 2023年02月15日 | 櫻月                    | Cool                    | ★  |        |
| 5th  | 2023年02月15日 | 櫻月                    | 或許是真實              |    |        |
| 5th  | 2023年02月15日 | 櫻月                    | 靈魂的Liar              |    |        |
| 5th  | 2023年02月15日 | 櫻月                    | 直到那一天              | ★  |        |
| 6th  | 2023年06月28日 | Start over!             | Start over!             | ★  | 選拔   |
| 6th  | 2023年06月28日 | Start over!             | 聯合工廠                |    |        |
| 6th  | 2023年06月28日 | Start over!             | 一瞬之馬                |    |        |
| 6th  | 2023年06月28日 | Start over!             | 無人機盤旋中            | ★  |        |
| 7th  | 2023年10月18日 | 承認欲求                | 承認欲求                | ★  | 選拔   |
| 7th  | 2023年10月18日 | 承認欲求                | 縫隙風啊                | ★  |        |
| 7th  | 2023年10月18日 | 承認欲求                | 我們的 La vie en rose   |    |        |
| 7th  | 2023年10月18日 | 承認欲求                | 井蓋之上                |    |        |
| 8th  | 2024年02月21日 | 想回到幾歲的時候？      | 想回到幾歲的時候？      | ★  | Center |
| 8th  | 2024年02月21日 | 想回到幾歲的時候？      | 哭吧 Hold me tight!     |    |        |
| 9th  | 2024年06月26日 | 自業自得                | 自業自得                | ★  | 選拔   |
| 9th  | 2024年06月26日 | 自業自得                | 還想要再一首歌嗎？      |    |        |
| 10th | 2024年10月23日 | I want tomorrow to come | I want tomorrow to come | ★  | 選拔   |
| 10th | 2024年10月23日 | I want tomorrow to come | 暴風雨之前，世界的終結  |    |        |
| 10th | 2024年10月23日 | I want tomorrow to come | TOKYO SNOW              |    |        |
| 11th | 2025年2月19日  | UDAGAWA GENERATION      | UDAGAWA GENERATION      | ★  | 選拔   |
| 11th | 2025年2月19日  | UDAGAWA GENERATION      | 紋白蝶確定在飛舞        |    |        |
| 11th | 2025年2月19日  | UDAGAWA GENERATION      | 只能這麼做了吧          |    |        |
| 12th | 2025年6月25日  | Make or Break           | Make or Break           | ★  | 選拔   |
| 12th | 2025年6月25日  | Make or Break           | 無酒精                  |    |        |

### 專輯
櫸坂46
|        | 發行日期       | 專輯名稱                                   | 參與歌曲名稱 | 備註 |
| ------ | -------------- | ------------------------------------------ | ------------ | ---- |
| 精選輯 | 2020年10月07日 | 比永遠更長的一瞬間～那時確實存在過的我們～ | 集中精神     |      |
| 精選輯 | 2020年10月07日 | 比永遠更長的一瞬間～那時確實存在過的我們～ | 砂塵         |      |

櫻坂46
|      | 發行日期       | 專輯名稱     | 參與歌曲名稱     | 備註                     |
| ---- | -------------- | ------------ | ---------------- | ------------------------ |
| 01st | 2022年08月03日 | As you know? | 摩擦係數         | 與森田輝共同擔任Center   |
| 01st | 2022年08月03日 | As you know? | 因條件反射而哭泣 | Center                   |
| 2nd  | 2025年04月30日 | Addiction    | Addiction        | 與藤吉夏鈴共同擔任Center |

## 演出

### 電視劇
- 心的竊笑（2021年8月15日，WOWOW PRIME）飾演 鳥居明日香（鳥居あすか）[79]

### 短篇電影
- 憧憬（2022年9月22日，通心粉鉛筆）：飾演 女主角[33]

### 廣播
- ARTIST FC（2024年2月22日，文化放送）- 特別主持人[80][81]
- SCHOOL OF LOCK! 櫻花綻放！克服寒冬，提高動力！教室!!supported by Red Bull Study Club（2024年12月19日，FM東京） - 特別講師[82][83]

### 音樂錄影帶
- THE FIRST TAKE 第395回（2024年1月10日，YouTube）[84][85]
- imase「戀衣」（2024年2月5日，YouTube）[86][87]

### 平面代言
- 「Extraordinary Oil Airy Silk」（2022年4月4－，巴黎歐萊雅）- 日本品牌大使[88][89]
- GU（2022年9月12日－）[31][32]
- ViVi
  - ViVi 40th Anniversary with LUMINE EST SHINJUKU（2023年9月1日－2023年9月30日，LUMINE EST新宿）- 專屬模特兒[90][91]
  - ViVi 2024年7月号 スペシャルムービー（2024年5月22日－2024年5月29日，SHIBUYA CENTER SQUARE VISION） - 專屬模特兒[92][93]
  - ViVi × HEP FIVE SPECIAL CAMPAIGN（2025年2月28日－2025年3月31日，HEP FIVE）- 專屬模特兒[94][95]。
- NBA × WIND AND SEA COLLABORATION “2000s NBA CULTURE” COLLECTION（2024年4月3日－，WIND AND SEA・NBA）- 形象模特兒[96]
- adidas Originals × CLOT August Collection（2024年8月11日－，CLOT・adidas Originals）[97]
- MY STYLE with KANEBO ROUGE STAR BREATHE（2025年2月14日－，KANEBO・ViVi）[98][99][100]

### 广告
- Mercari
  - “樱坂46 MY RESTART/告知”篇（2020年12月24日－）[101][102]
- 樱坂46 forTUNE meets online&greet（个别谈话会）CM（2021年1月11日－）
- SmartNews（日语：スマートニュース）
  - 樱坂46频道·美术授课“素描”篇（2021年3月9日－）[103][104]
  - 樱坂46频道·进路希望“进路希望”篇（2021年3月9日－）[103][105]
  - 樱坂46频道·看过了哟~“昏暗的教室”篇（2021年3月9日－）[103][106]
- 魔灵召唤（Com2uS）
  - 【魔灵召唤×樱坂46】合作电视广告（2021年4月16日－）[107][108]
- AEON CARD
  - AEON CARD×樱坂46 电视广告“USJ游乐设施包场活动 ”篇（2021年4月19日－）[109][110]
  - AEON CARD×樱坂46 电视广告“AEON CARD（小黄人）新设计登场”篇（2021年7月19日－）

- 相模鐵道x東急電鐵  相鐵東急直通紀念影片CM "父親與女兒的相處光景" (2023年3月18日 - )[111]

### 活動
- 东京女孩展演
  - 第30届 Mynavi东京女孩展演 2020 SPRING/SUMMER（2020年2月29日，国立代代木竞技场第一体育馆）[12]
  - 第32届 MyNavi东京女孩展演 2021 SPRING/SUMMER（2020年2月28日，国立代代木竞技场第一体育馆）[112]
  - 第33回 Mynavi Tokyo Girls Collection 2021 AUTUMN/WINTER（2021年9月4日，埼玉超級體育館）[113][114]
  - 第34回 Mynavi Tokyo Girls Collection 2022 SPRING/SUMMER（2022年3月21日，国立代代木競技場第一体育館）[115]
  - 第35回 Mynavi Tokyo Girls Collection 2022 AUTUMN/WINTER（2022年9月3日，埼玉超級體育館）[116]
  - TGC KITAKYUSHU 2022 by TOKYO GIRLS COLLECTION（2022年11月19日，西日本綜合展示場 新館）[117]
  - SDGs推進 TGC 靜岡 2023 by TOKYO GIRLS COLLECTION（2023年1月14日，Twin Messe靜岡）[118]
  - oomiya presents TGC WAKAYAMA 2023 by TOKYO GIRLS COLLECTION（2023年2月11日，和歌山大鯨）[119]
  - 第36回 Mynavi Tokyo Girls Collection 2023 SPRING/SUMMER（2023年3月4日，国立代代木競技場第一体育館）[120]
  - 第37回 Mynavi Tokyo Girls Collection 2023 AUTUMN/WINTER（2023年9月2日，埼玉超級競技場）[121][122]
  - 第39回 Mynavi Tokyo Girls Collection 2024 AUTUMN/WINTER（2024年9月7日，埼玉超級競技場） [123][124]
  - 第40回 Mynavi Tokyo Girls Collection 2025 SPRING/SUMMER（2025年3月1日，国立代代木競技場第一体育館）[125]
- ViVi
  - ViVi Fes LIVE 2021春（2021年4月25日，YouTube）[126][2]
  - ViVi Night 2023（2023年10月5日，東急歌舞伎町TOWER Zepp Shinjuku）[127][128]
- GirlsAward
  - Rakuten GirlsAward 2022 SPRING/SUMMER（2022年5月14日，幕張展覽館） [129]
  - Rakuten GirlsAward 2022 AUTUMN/WINTER（2022年10月8日，幕張展覽館） [130][131]
  - Rakuten GirlsAward 2023 SPRING/SUMMER（2023年5月4日，国立代代木競技場第一体育館）[132]
  - Rakuten GirlsAward 2023 AUTUMN/WINTER（2023年9月30日，幕張展覽館）
  - Rakuten GirlsAward 2024 AUTUMN/WINTER（2024年10月19日，幕張展覽館）[133][134]
- 「UGG TOKYO FLAGSHIP STORE」開幕紀念活動（2023年6月27日，原宿ZERO GATE）[135][136]
- atmos presents SNEAKER BEST DRESSER AWARD 2024 頒獎典禮/記者會（2024年2月22日，AOYAMA GRAND HALL）

## 书籍

### 杂志连载
- ViVi（2021年7月20日－，講談社）- 专属模特儿[65]
  - 新天地（2021年11月22日－2023年8月23日） [21][40]
  - テンコア（2023年10月23日－） [39]

### 新闻连载
- 讀賣中高生新聞（2021年5月14日－2022年3月11日，讀賣新聞東京本社）- 连载专栏“Yroom”第二周主笔[17][18][25]